# Сирасая
Сирасая (яп. 白鞘, сиро — белый, сая — ножны) — простой, неукрашенный монтаж из сая и цука для японского меча. Первоначально использовалась только для хранения клинка. Как и применявшееся для ношения меча на улице косираэ, сиросая делалась из древесины магнолии, однако не покрывалась лаком и не украшалась. Так как ножны в результате «дышали», впоследствии сиросая стали использовать для хранения катан ночью, чтобы избежать появления ржавчины вследствие накопления внутри ножен влаги.
Магнолия применялась по той причине, что это дерево содержит очень мало кислот и не выделяет веществ, способных вызвать коррозию клинка. Хорошее дерево выдерживалось не менее 10 лет, чтобы избежать малейших деформаций в процессе и после изготовления ножен.

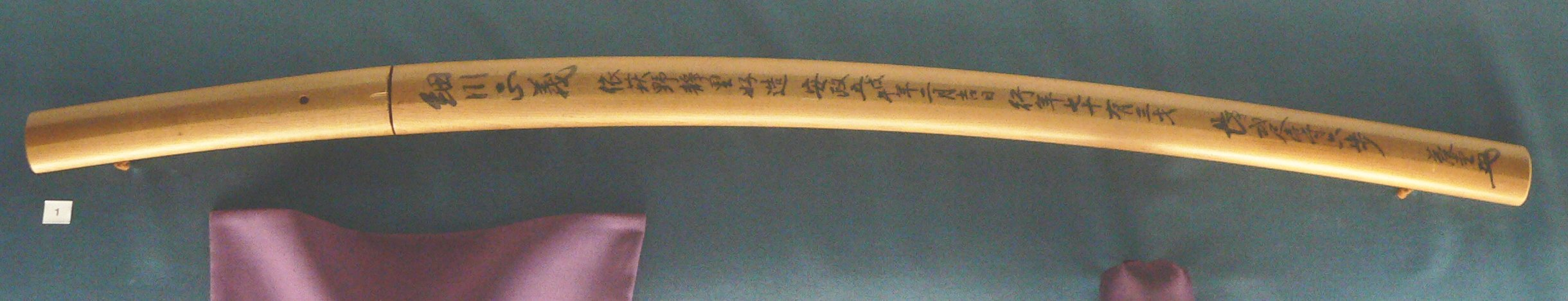
Сирасая с описанием клинка

Законченный монтаж в виде сиросая без цуба (гарда) и прочего декора стал использоваться впервые в конце XIX века после императорского запрета на ношение оружия, так как катана в сиросая напоминает боккэн (деревянный меч, используемый для тренировок).
В дальнейшем сиросая стали использовать для записи информации о клинке, который в ней хранится.